# Brasiliens Grand Prix 1991
Brasiliens Grand Prix 1991 var det andra av 16 lopp ingående i formel 1-VM 1991.

## Resultat
1. Ayrton Senna, McLaren-Honda, 10 poäng
2. Riccardo Patrese, Williams-Renault, 6
3. Gerhard Berger, McLaren-Honda, 4
4. Alain Prost, Ferrari, 3
5. Nelson Piquet, Benetton-Ford, 2
6. Jean Alesi, Ferrari, 1
7. Roberto Moreno, Benetton-Ford
8. Gianni Morbidelli, Minardi-Ferrari
9. Mika Häkkinen, Lotus-Judd
10. Thierry Boutsen, Ligier-Lamborghini
11. Emanuele Pirro, BMS Scuderia Italia (Dallara-Judd)
12. Martin Brundle, Brabham-Yamaha
13. Bertrand Gachot, Jordan-Ford (varv 63, bränslesystem)

### Förare som bröt loppet
- Nigel Mansell, Williams-Renault (varv 59, växellåda)
- Érik Comas, Ligier-Lamborghini (50, motor)
- Pierluigi Martini, Minardi-Ferrari (47, snurrade av)
- Mark Blundell, Brabham-Yamaha (34, motor)
- Eric Bernard, Larrousse (Lola-Ford) (33, kylare)
- JJ Lehto, BMS Scuderia Italia (Dallara-Judd) (22, elsystem)
- Andrea de Cesaris, Jordan-Ford (20, motor)
- Stefano Modena, Tyrrell-Honda (19, växellåda)
- Ivan Capelli, Leyton House-Ilmor (16, transmission)
- Satoru Nakajima, Tyrrell-Honda (12, snurrade av)
- Mauricio Gugelmin, Leyton House-Ilmor (9, kroppsligt)
- Gabriele Tarquini, AGS-Ford (0, stötdämpare)
- Aguri Suzuki, Larrousse (Lola-Ford) (0, bränslepump)

### Förare som ej kvalificerade sig
- Alex Caffi, Footwork-Porsche
- Stefan "Lill-Lövis" Johansson, AGS-Ford
- Michele Alboreto, Footwork-Porsche
- Julian Bailey, Lotus-Judd

### Förare som ej förkvalificerade sig
- Eric van de Poele, Lambo-Lamborghini
- Nicola Larini, Lambo-Lamborghini
- Pedro Matos Chaves, Coloni-Ford
- Olivier Grouillard, Fondmetal-Ford

## VM-ställning
| Förarmästerskapet 1. Ayrton Senna, McLaren-Honda, 20 2. Alain Prost, Ferrari, 9 3. Riccardo Patrese, Williams-Renault, 6 Nelson Piquet, Benetton-Ford, 6 | Konstruktörsmästerskapet 1. McLaren-Honda, 24 2. Ferrari, 10 3. Benetton-Ford, 6 Williams-Renault, 6 |